# الكويت في دورة الألعاب الآسيوية البارالمبية 2018
شاركت الكويت في دورة الألعاب الآسيوية البارالمبية 2018 التي أقيمت في جاكرتا ، إندونيسيا في الفترة من 6 إلى 13 أكتوبر 2018. وتألف الوفد الكويتي من 23 رياضيًا تنافسوا في أربع رياضات، وهي: تنس الطاولة، والمبارزة، والرماية البارالمبية، وألعاب القوى البارالمبية. وكان أمين سر نادي الكويت للمعاقين سعد العظماء رئيسًا للوفد.  

## الحائزون على الميداليات
| ميدالية | اسم          | رياضة       | حدث                   | تاريخ          |
| ------- | ------------ | ----------- | --------------------- | -------------- |
| ذهبية   | أحمد المطيري | ألعاب القوى | 100 متر رجال T33      | 9 تشرين الأول  |
| فضية    | أحمد المطيري | ألعاب القوى | 800 متر رجال T33/34   | 8 تشرين الأول  |
| فضية    | داري بوتي    | ألعاب القوى | دفع الجلة للرجال F37  | 8 تشرين الأول  |
| فضية    | حامد لطيف    | كرة الطاولة | فردي الرجال - TT 1    | 8 تشرين الأول  |
| برونزية | محمد ناصر    | ألعاب القوى | رمي نادي الرجال F32   | 8 تشرين الأول  |
| برونزية | حامد علي     | ألعاب القوى | دفع الجلة للرجال F37  | 8 تشرين الأول  |
| برونزية | حامد علي     | ألعاب القوى | رمي القرص للرجال F37  | 10 تشرين الأول |
| برونزية | نجم باسمة    | ألعاب القوى | دفع الجلة للسيدات F34 | 12 تشرين الأول |

## الميداليات حسب الرياضة
| رياضة       | الأول | الثاني | الثالث | المجموع |
| ألعاب القوى | 1     | 2      | 4      | 7       |
| كرة الطاولة | 0     | 1      | 0      | 1       |
| المجموع     | 1     | 3      | 4      | 8       |

## الميداليات حسب اليوم
| الميداليات حسب اليوم | الميداليات حسب اليوم | الميداليات حسب اليوم | الميداليات حسب اليوم | الميداليات حسب اليوم | الميداليات حسب اليوم | الميداليات حسب اليوم |
| -------------------- | -------------------- | -------------------- | -------------------- | -------------------- | -------------------- | -------------------- |
| يوم                  | تاريخ                | الأول                | الثاني               | الثالث               | المجموع              |                      |
| 1                    | 7 تشرين الأول        | 0                    | 0                    | 0                    | 0                    |                      |
| 2                    | 8 تشرين الأول        | 0                    | 3                    | 2                    | 5                    |                      |
| 3                    | 9 تشرين الأول        | 1                    | 0                    | 0                    | 1                    |                      |
| 4                    | 10 تشرين الأول       | 0                    | 0                    | 1                    | 1                    |                      |
| 5                    | 11 تشرين الأول       | 0                    | 0                    | 0                    | 0                    |                      |
| 6                    | 12 تشرين الأول       | 0                    | 0                    | 1                    | 1                    |                      |
| 7                    | 13 تشرين الأول       | 0                    | 0                    | 0                    | 0                    |                      |
| المجموع              | المجموع              | 1                    | 3                    | 4                    | 8                    |                      |